# Driopi
I Driopi (in greco antico: Δρύοπες?) erano una tribù dell'antica Grecia. Secondo Erodoto, un tempo vivevano in un luogo chiamato Driopide (in greco antico: Δρυοπίς), compreso tra la Malide e la Focide e che si insinuava nella Doride. Furono scacciati dai Mali (ovvero gli abitanti della Malide) e presumibilmente da Ercole, dopo che egli ne uccise il re Teiodamante; il figlio del sovrano, Ila, che era ancora un ragazzo, venne risparmiato e divenne poi lo scudiero-amante dell'eroe. Alcuni Driopi si rifugiarono ad Ermioni, altri finirono a Styra in Eubea, a Citno, e ad Asine in Argolide. Successivamente, Tucidide identificò la Driopide con Caristo, nell'Eubea meridionale.

## Re mitologici dei Driopi
- Driope
- Andremone[5]
- Melaneo[6]
- Filante
- Teiodamante